# Monocarril d'Osaka
El Monocarril d'Osaka (大阪モノレール, Ōsaka Monorēru) és una línia de monocarril al nord de la prefectura d'Osaka, al Japó, gestionada per la companyia Ferrocarril Ràpid d'Osaka (大阪高速鉄道株式会社, Ōsaka Kōsoku Tetsudō kabushiki gaisha).

## Història
El servei de Monocarril es va inaugurar l'1 de juny de 1990 amb la línia principal, que connecta l'Aeroport Internacional d'Osaka amb la ciutat de Kadoma. L'1 d'octubre de 1998 es va obrir la línia Saito, que començava al parc de l'Exposició Universal de 1970 a Suita i que el 2007 seria allargada fins a la ciutat d'Ibaraki, on es troba un campus de la Universitat d'Osaka. Actualment, es troba en construcció una extensió de la línia principal que ha d'arribar a la ciutat de Higashiosaka.
La companyia és propietat del govern prefectural d'Osaka en un 65'1%, dels municipis per on passa la línia (Toyonaka, Ibaraki, Suita, Settsu, Moriguchi, Kadoma i Higashiosaka) en un 26'8%. La resta del capital, dividit en percentatges del 2'7% respectivament, pertanyen a les companyies ferroviàries locals Keihan, Hankyū i Kintetsu.

## Línies

### Línia principal
| Estació Número | Imatge             | Estació              | Japonès        | Distància (km)  | Distància (km) | Enllaç                                    | Situació  |
| Estació Número | Imatge             | Estació              | Japonès        | Entre estacions | Total          | Enllaç                                    | Situació  |
| -------------- | ------------------ | -------------------- | -------------- | --------------- | -------------- | ----------------------------------------- | --------- |
| 11             | Osaka Airport      | Aeroport d'Osaka     | 大阪空港駅     | 0,0             | 0,0            |                                           | Toyonaka  |
| 12             | Hotarugaike        | Hotarugaike          | 蛍池駅         | 1,4             | 1,4            | Línia Principal Takarazuka (HK-47)        | Toyonaka  |
| 13             | Shibahara          | Shibahara-handai-mae | 柴原阪大前駅   | NA              | 3,1            |                                           | Toyonaka  |
| 14             | Shoji              | Shōji                | 少路駅         | NA              | 4,8            |                                           | Toyonaka  |
| 15             | Senri-chuuō        | Senri-Chūō           | 千里中央駅     | NA              | 6,6            | Ferrocarril Exprés del Nord d'Osaka (M08) | Toyonaka  |
| 16             | Yamada             | Yamada               | 山田駅         | NA              | 8,5            | Hankyū-Línia Senri (HK-94)                | Suita     |
| 17             | Bampaku-kinen-kōen | Banpaku-kinen-kōen   | 万博記念公園駅 | NA              | 9,9            | Línia Saito del Monocarril                | Suita     |
| 18             | Unobe              | Unobe                | 宇野辺駅       | NA              | 12,1           |                                           | Ibaraki   |
| 19             | Minami-Ibaraki     | Minami-Ibaraki       | 南茨木駅       | NA              | 13,3           | Hankyū-Línia Kyoto (HK-64)                | Ibaraki   |
| 20             | Sawaragi           | Sawaragi             | 沢良宜駅       | NA              | 14,5           |                                           | Ibaraki   |
| 21             | Settsu             | Settsu               | 摂津駅         | NA              | 16,0           |                                           | Settsu    |
| 22             | Minami-Settsu      | Minami-Settsu        | 南摂津駅       | NA              | 17,8           |                                           | Settsu    |
| 23             | Dainichi           | Dainichi             | 大日駅         | NA              | 19,9           | Línia Tanimachi (T11)                     | Moriguchi |
| 24             | Kadoma-shi         | Kadoma-shi           | 門真市駅       | NA              | 21,2           | Línia Keihan (KH13)                       | Kadoma    |

### Línia Saito
| Estació Número | Imatge        | Estació            | Japonès      | Distància (km)  | Distància (km) | Enllaç                         | Situació |
| Estació Número | Imatge        | Estació            | Japonès      | Entre estacions | Total          | Enllaç                         | Situació |
| -------------- | ------------- | ------------------ | ------------ | --------------- | -------------- | ------------------------------ | -------- |
| 17             | Kasumigaseki  | Banpaku-kinen-kōen | 万博記念公園 | 1,1             | 0,0            | Línia Principal del Monocarril | Suita    |
| 51             | Hibiya        | Kōen-higashiguchi  | 公園東口     | 1,1             | 1,1            |                                | Suita    |
| 52             | Ginza         | Handai-byōin-mae   | 阪大病院前   | 1,5             | 2,6            |                                | Ibaraki  |
| 53             | Higashi-Ginza | Toyokawa           | 豊川         | 1,8             | 4,2            |                                | Ibaraki  |
| 54             | Tsukiji       | Saito-nishi        | 彩都西       | 2,4             | 6,8            |                                | Ibaraki  |